# NGC 6302
NGC 6302, auch als Käfer-Nebel bezeichnet, ist ein planetarischer Nebel im Sternbild Skorpion, welcher 4000 Lichtjahre von der Erde entfernt ist. NGC 6302 wurde von einem alternden Stern mit der Bezeichnung HD 155520 gebildet, als dieser seine äußere Hülle in Form von extrem schnellen Gasströmen in den vergangenen 2200 Jahren abgestoßen hat.
Das Objekt wurde am 5. Juni 1826 vom amerikanischen Astronomen James Dunlop entdeckt.